# Вилхелм Тоток
Вилхелм Тоток (Велики Семиклуш, 12. септембар 1921 − Леверкузен, 2. мај 2017) био је немачки аутор, издавач и библиотекар. Широм света познат је по свом врло обимном и утицајном шестотомном делу Опште библиографије и општи референтни радови историје филозофије; Handbuch der Geschichte der Philosophie. Klostermann, Frankfurt am Main.

## Биографија
Тоток је био најстарији син бизнисмена Андреаса Тотока и његове супруге Луисе, рођене Лох, рођен је у Банату. Пошто је овај део земље некада старе Аустро-Угарске припао у Румунију након Првог светског рата, одрастао је у тројезичној средини: користио је мађарски од оца, немачки од мајке, румунски као државни језик. Родитељи су га послали у школу на немачком језику у главном граду Баната Темишвару, где је завршио средњу школу 1940. године са државно-румунском средњошколском дипломом. Тоток је потом студирао немачку филологију, класичну филологију, историју и филозофију на универзитетима Марбург/Лахн и Беч. Након државног испита и доктората, био је библиотекар у Франкфурту на Мајни од 1949. године (а од 1951. године у Немачкој библиотеци). Од 1957. радио је као саветник Универзитетске библиотеке у Марбургу. Од 1962. до 1986. Тоток је био директор Државне библиотеке Доње Саксоније (данас Библиотека Готфрид Вилхелм Лајбниц - Државна библиотека Доње Саксоније) у Хановеру.
Тоток је од 1973. до 1975. године био први председник Асоцијације немачких библиотека, а од 1977. до 1980. први председник Удружења немачких библиотека.
Тоток је постао врло познат као библиограф кроз приручник библиографских референтних радова који је објављен 1953. године у првом издању а потом је изашао у 6 издања до 1985. године, као и кроз обиман приручник историје филозофије (6 књига, 1964-1990), који се појављује на универзитетима као стандардни рад од 1997. године у другом, ново уређеном издању.
Био је носилац Савезног крста заслуга и крста заслуга Доње Саксоније (1. класе).